# Pisba (Boyacá)
Pisba là một đô thị (tiếng Tây Ban Nha: municipio) của Colombia. Tại thời điểm năm 2005, đô thị này có dân số 1.533 người. Đô thị Pisba (Boyacá) thuộc tỉnh Boyacá